# 음력 5월 14일
음력 5월 14일은 음력 5월의 14번째 날이다.

## 사건
- 1987년 - 6·10 민주항쟁이 시작되었다.

## 문화
- 2023년 -
  - 수도권 전철 서해선 대곡 - 소사 구간 개통.
  - 군위군이 대구광역시로 편입되어 대구광역시 군위군이 되었다.

## 탄생
- 2003년 - 대한민국의 양궁 선수 임시현.

## 사망
- 1452년 - 조선 제 5대 국왕 문종.
- 1592년 - 경상좌도 병마절도사 이각.

## 같이 보기
- 음력 360일: 1월 2월 3월 4월 5월 6월 7월 8월 9월 10월 11월 12월
- 전날:5월 13일 다음날:5월 15일 - 전달:4월 14일 다음달:6월 14일
- 양력:5월 14일
- 음력, 윤달